# Front side bus
El front-side bus, també conegut per la seva acrònim  FSB  (de l'anglès literalment "bus de la part frontal"), és el tipus de bus usat com a bus principal en alguns dels microprocessadors de la marca Intel per comunicar-se amb el xipset. Aquest bus inclou senyals de dades, adreces i control, així com senyals de rellotge que sincronitzen el seu funcionament. En els nous processadors d'Intel i fa temps en els de AMD es fan servir altres tipus de busos com el Intel QuickPath Interconnect i el HyperTransport respectivament.

## Velocitat de components relacionats
La freqüència de treball del microprocessador s'obté com a resultat de multiplicar la freqüència de rellotge del FSB (a MHz, no en MT/s) per un factor multiplicador. Aquest factor multiplicador, així com la freqüència de rellotge del FSB poden alterar-se a través de la configuració de la placa mare, generalment a través de la BIOS, permetent així el overclocking. Per exemple, una CPU de 1.000 MHz podria funcionar amb una freqüència de rellotge de 133 MHz i un factor multiplicador de 7,5.
L'amplada de banda de l'FSB depèn de la seva mida de paraula (si és de 16, 32 o 64 bits), la freqüència de rellotge mesura megahertzs i el nombre de transferències que realitza per cicle de rellotge. Per exemple, un FSB de 32 bits d'ample (4 bytes), funcionant a 100 MHz i que realitzi 4 transferències per cada cicle, ofereix un màxim teòric de 1.600 megabytes per segon.
{\displaystyle {\begin{matrix}ample-dades\\\overbrace {4} \end{matrix}}\times {\begin{matrix}freq.\\\overbrace {100} \end{matrix}}\times {\begin{matrix}operacions\\\overbrace {4} \end{matrix}}=1.600MB/s\!}

D'altra banda si es fa servir la tecnologia Quad Pumping, si el bus funciona a 100 MHz de senyal de rellotge, en cada cicle de rellotge hi ha quatre transferències de dades. Es diu llavors que el bus funciona a 400 MT/s, i la seva amplada de banda s'expressa mitjançant la següent senzilla fórmula:
4 bytes x 100 MHz x 4 = 1.600 MB/s.

## Back-side bus
Algunes ordinadors tenen una memòria Caché L2 o L3 externa a la mateixa CPU connectats mitjançant un  back side bus  (literalment bus del darrere o bus de la part de darrere). L'accés a la memòria cau, connectada a aquest bus, és més ràpid que l'accés a la Memòria RAM per l'FSB. En l'actualitat, la memòria cau L2, ha estat directament inclosa en el xip del microprocessador, juntament amb la memòria cau L1.

## Història i futur
L'FSB va començar a formar part de l'arquitectura d'ordinadors estàndard des que les aplicacions requereixen més memòria de la que el processador podria retenir.
Els més moderns FSB s'utilitzen a manera de connexió exclusiva principal entre la CPU i el xipset. Aquest chipset (generalment compost pel treball en conjunt del pont nord ( Northbridge ) i el pont sud ( southbridge ) és l'encarregat d'interconnectar la resta de busos del sistema. Els busos com PCI, AGP, i busos de memòria es comuniquen amb el chipset per permetre el correcte flux de dades entre els diferents dispositius. Generalment aquests busos secundaris funcionen a una velocitat derivada de la velocitat del FSB.
Tot i la solució que va donar al problema, sempre s'ha pensat que el FSB hauria de ser una tecnologia amb tendència a desaparèixer. Empreses com AMD sempre han criticat el FSB, ja que limita molt les capacitats reals d'un sistema generant molta latència i un temps de resposta més gran, creant un autèntic coll d'ampolla per a la resta de dispositius. No va ser fins al 2001 i l'aparició de la tecnologia Hypertransport quan es va poder dissenyar una tecnologia capaç de reemplaçar l'ús del FSB. Actualment empreses fabricants de xips com NVIDIA, Silicon Integrated Systems o VIA Technologies, ja han començat a eliminar l'ús del FSB substituint amb la versió 3.0 de Hypertransport.